# Бартън (окръг, Канзас)
Окръг Бартън (на английски: Barton County) е окръг в щата Канзас, Съединени американски щати. Площта му е 2331 km², а населението - 27 511 души. Административен център е град Грейт Бенд.